# قلمرو

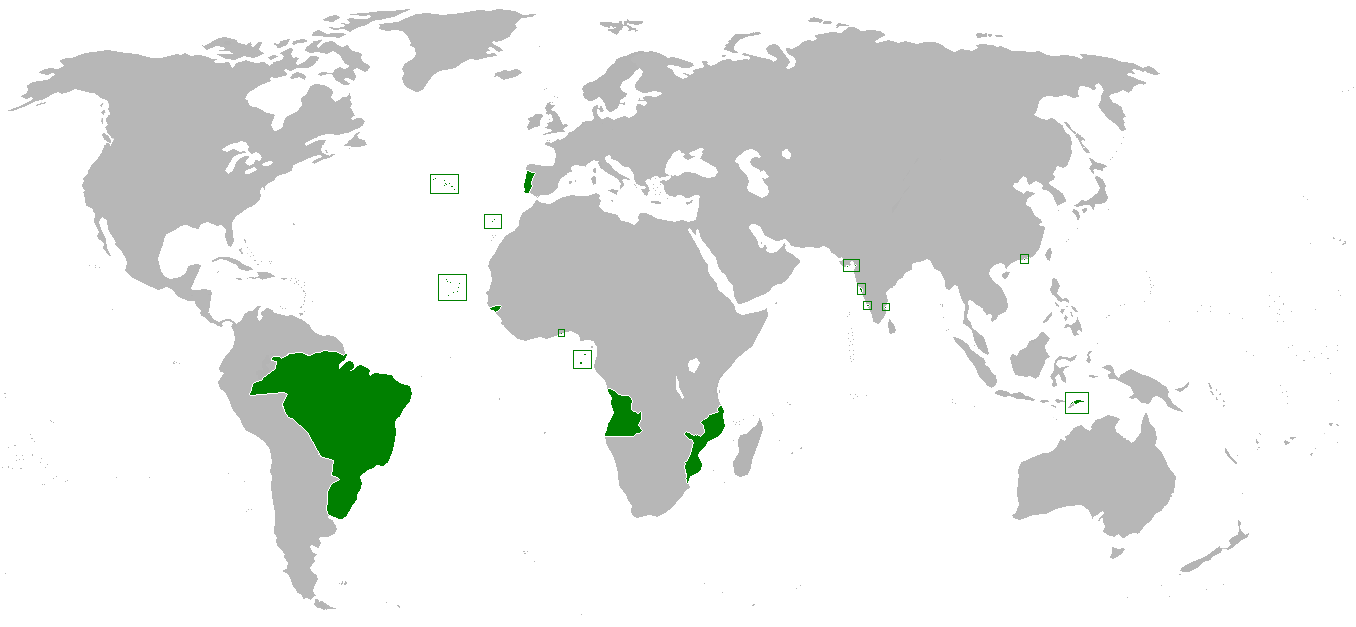
پادشاهی متحده پرتغال، برزیل و الغرب با تمام مستعمرات خود. نمونه پادشاهی خارج از یک امپراتوری. (کشوری در حال انقراض که یک تاج و تخت سلطنتی داشت)

پادشاهی بایرن، یک پادشاهی که به یک امپراتوری متصل بود

قلمرو (به انگلیسی: Realm) ‎/ˈrɛlm/‎ یک جامعه یا سرزمین به همراه قوانین مستقل محسوب می‌شود. این اصطلاح معمولاً برای توصیف پادشاهی یا دیگر گونه‌های سلسه‌ها و نظام‌های سلطنتی استفاده می‌شود. قلمرو اگر پادشاه خود را داشته باشد، ممکن است یک پادشاهی تحت لَوای یک امپراتوری نیز باشد، به عنوان مثال امپراتوری آلمان.